# Farní sbor Slezské církve evangelické augsburského vyznání ve Stonavě
Farní sbor Slezské církve evangelické augsburského vyznání ve Stonavě je sborem Slezské církve evangelické augsburského vyznání ve Stonavě. Sbor spadá pod Ostravsko-karvinský seniorát.
Evangelický hřbitov byl ve Stonavě založen roku 1858. O rok později na něm byla vystavěna kaple. V roce 1900 byla postavena ve Stonavě evangelická škola. Stonavští evangelíci náleželi nejprve ke sboru v Bludovicích (do roku 1949) a následně v Havířově-Suché (1949–1950). Farní sbor ve Stonavě byl založen roku 1950. Sboru patří kostel zbudovaný roku 1938. V důsledku důlní činnosti ve 2. polovině 20. století značně poklesl počet členů sboru.

## Pastoři (administrátoři) sboru
- Franciszek Buchwałdek (1950–1959)
- Vladislav Santarius (1959–1963)
- Jaroslav Kaleta (1964–1968)
- Pavel Roman (1969–1970)
- Raszka (1971–1977)
- Kazimierz Suchanek (1978–1984)
- Jan Cieślar (1984–2003)
- Bohuslav Koukol, st. (2003–2006)
- Vladislav Volný (2006–2019)
- Lucjan Klimsza (2020-2024)
- Vladislav Volný ml. (od 2024)

## Kurátoři sboru
- Ladislav Jelen
- Vladislav Kiedroň
- Jan Bartulec
- Karol Szczyrba